# استفان سوفیانسکی
استفان سوفیانسکی (بلغاری: Стефан Антонов Софиянски؛ زادهٔ ۷ نوامبر ۱۹۵۱) یک سیاست‌مدار اهل بلغارستان است.